# Parc national marin de Fernando de Noronha
Le parc national marin de Fernando de Noronha est une aire marine protégée brésilienne au statut de parc national situé sur l'archipel Fernando de Noronha dans l'océan Atlantique. Il protège une riche faune marine composée de dauphins, baleines et tortues marines.

## Description

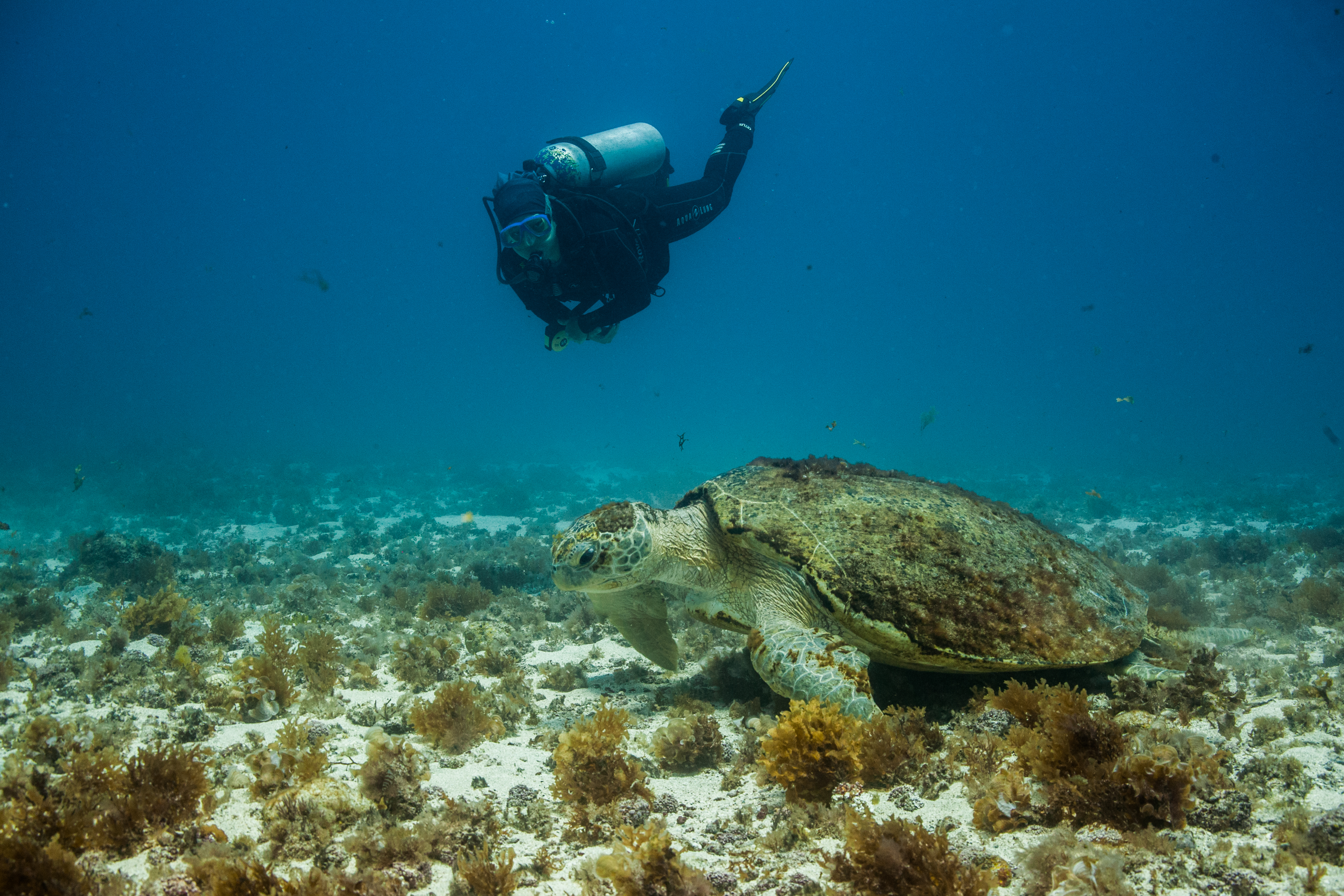
Caretta caretta et Homo sapiens dans le parc national. Octobre 2021.

D’une beauté reconnue, le parc national Fernando de Noronha, situé à environ 340 km au large de la côte brésilienne, est constitué de pics volcaniques émergeant d'une chaîne sous-marine. Il comprend près de 70 % de l’île principale, 21 îles et îlots ainsi que la plupart des eaux adjacentes jusqu’à une profondeur de 50 mètres. Lui est associée la réserve biologique de l’atoll das Rocas qui se trouve à environ 150 km à l’ouest de Fernando de Noronha ; cet atoll est constitué d'un récif elliptique comprenant deux petites îles entourées par une réserve marine. L'ensemble couvre une superficie de 42 270 ha et une zone tampon de 140 713 ha.
Ces îles atlantiques brésiliennes sont des lieux de reproduction et de subsistance essentiels pour les thons, requins, tortues et mammifères marins de cette partie de l'Atlantique Sud. Deux espèces de tortues marines s’y reproduisent : la tortue imbriquée et la tortue verte. Les îles abritent la plus grande concentration d’oiseaux marins tropicaux de l’Atlantique occidental, et possèdent les seuls exemples de forêt atlantique insulaire et de mangrove uniquement océanique dans l'Atlantique Sud. La baie des Dauphins (Baía dos Golfinhos) héberge une importante population de dauphins à long bec et, à marée basse, l’atoll das Rocas offre un paysage spectaculaire de lagons et de bassins de marée qui grouillent de poissons et d’une grande diversité, de crustacés, d’éponges, de mollusques et de coraux.